# Georg Hengstberger

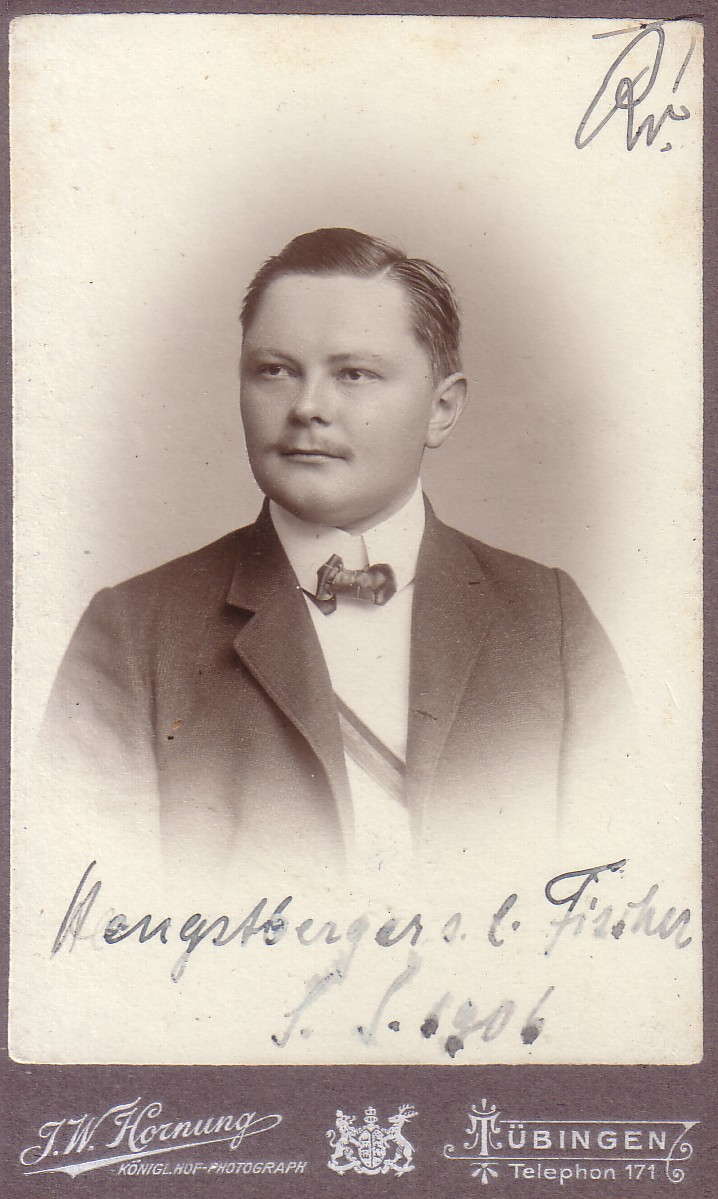
Georg Hengstberger als Student in Tübingen

Georg Matthäus Johannes Hengstberger (* 26. September 1884 in Oberkochen bei Aalen; † 5. Dezember 1952 in Böblingen) war ein württembergischer Jurist und Politiker.

## Leben
Hengstberger studierte von 1902 bis 1907 Rechtswissenschaften an der Universität Tübingen. Während seines Studiums wurde er 1902 Mitglied der Königsgesellschaft Roigel. Ab 1911 war er als Rechtsanwalt in Böblingen tätig. Nach der Teilnahme am Ersten Weltkrieg wurde Hengstberger 1919 Abgeordneter der Deutschen Demokratischen Partei für die Verfassungsgebende Landesversammlung Württembergs. Nach Ausscheiden kehrte er zu seiner Tätigkeit als Rechtsanwalt zurück.
Nach dem Zweiten Weltkrieg gehörte Hengstberger zu den Gründern der Demokratischen Volkspartei in Böblingen, 1945 wurde er Bürgermeister eben dort. Von 1946 bis zu seinem Tode 1952 war er als Landrat des Landkreises Böblingen tätig.